# Stadsbygd
Stadsbygd es una localidad situada en el municipio de Indre Fosen, condado de Trøndelag, Noruega.  El pueblo está localizado en la punta sur de la península de Fosen en un valle ancho, plano, justo al este de la localidad de Askjem, a lo largo del lado del norte del fiordo de Trondheim. La localidad de Rørvika se encuentra a aprox. 8 km al este, que es donde deseambarca el ferry Flakk–Rørvik que une el área con la ciudad de Trondheim, situada al sureste. El centro municipal de Årnset está a aprox. 12 km al noroeste.
El pueblo era el centro administrativo  del antiguo municipio de Stadsbygd, que existió hasta 1964.  La iglesia principal de la localidad y del área circundante está situada justo al sur de la localidad de Stadsbygd.

## Residentes notables
- Nils Waltersen Aasen (1878–1925), inventor noruego
- Oddmund Raudberget (1932), artista, pintor, y escultor

## Galería de imágenes

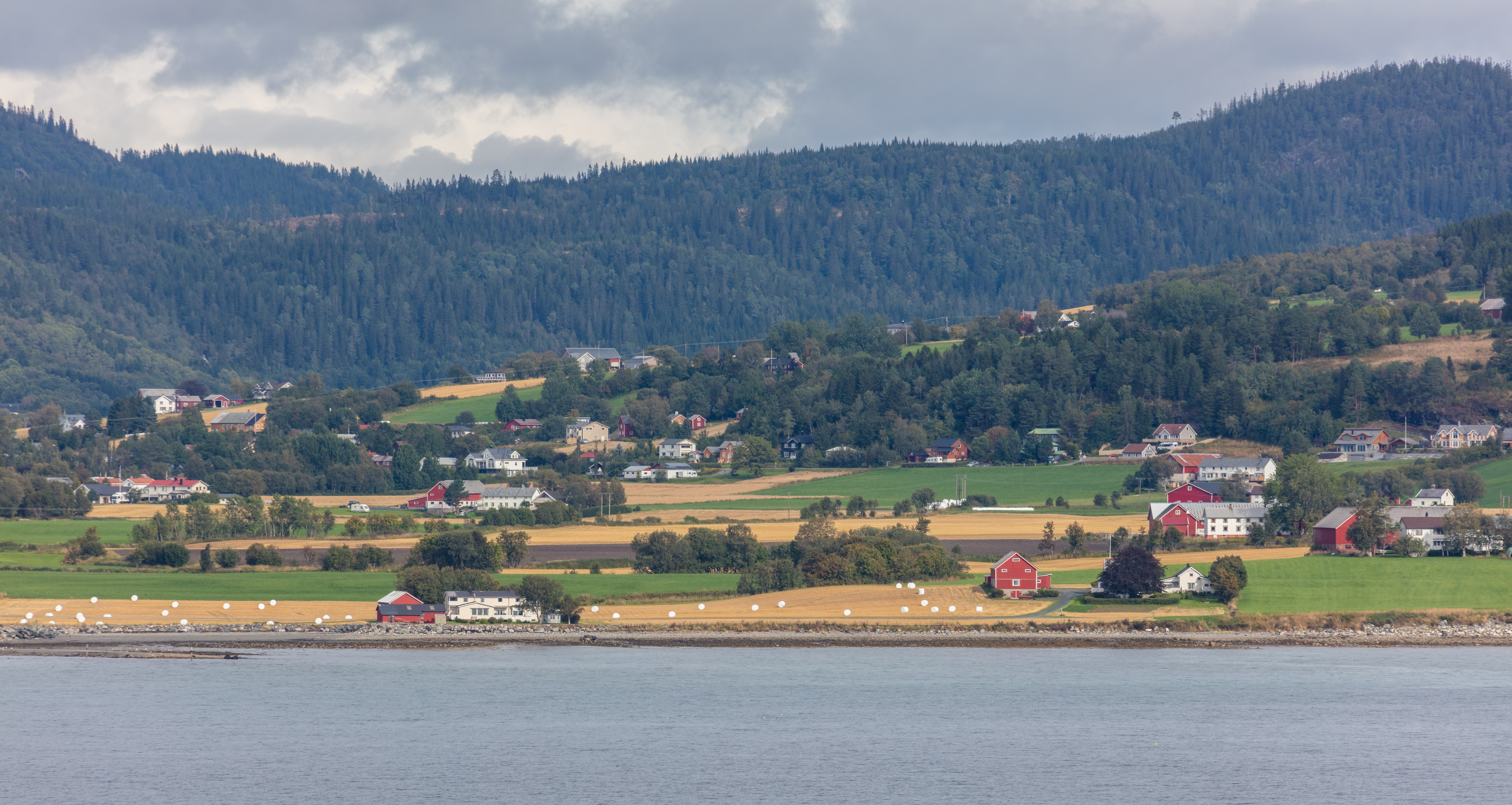
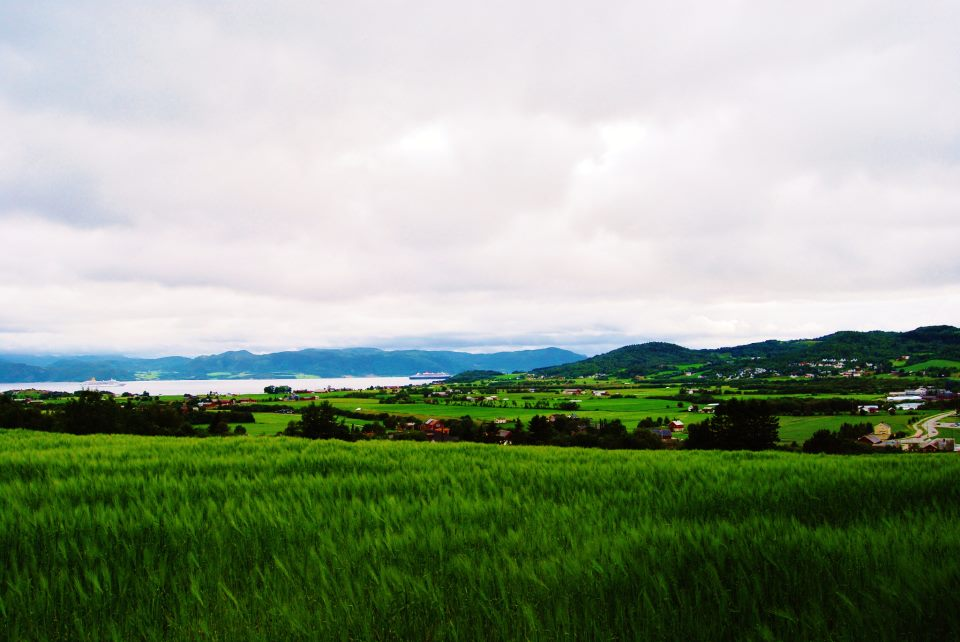
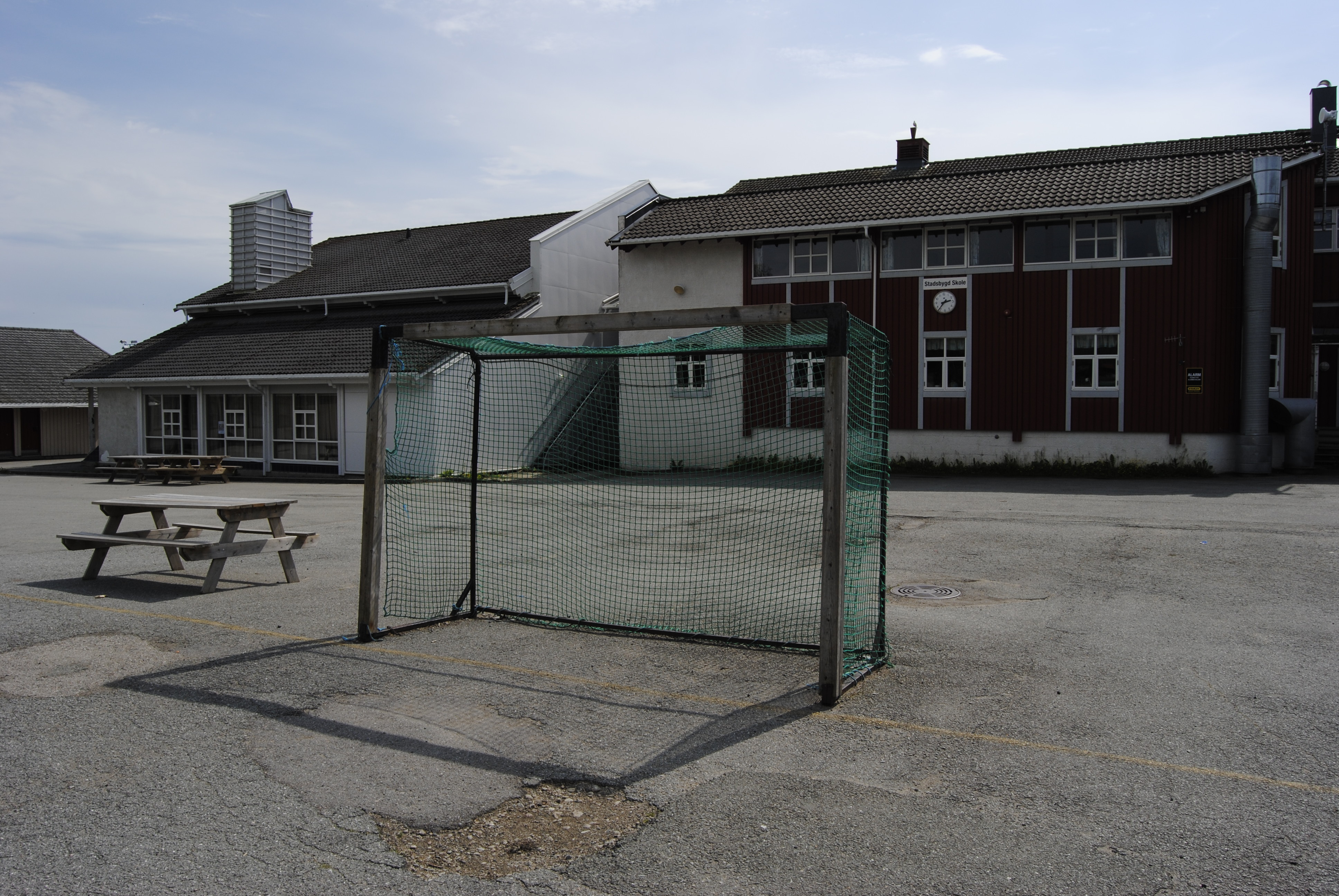